# Hamburg Open 2024
L'Hamburg Open 2024 è stato un torneo di tennis giocato sulla terra rossa. È stata la 118ª edizione dell'evento, facente parte dell'ATP Tour 500 nell'ambito dell'ATP Tour 2024 e la 22ª edizione del torneo femminile, WTA Tour 125, nell'ambito del WTA Tour 2024. Il torneo maschile si è giocato all'Am Rothenbaum di Amburgo, in Germania, dal 15 al 21 luglio, mentre quello femminile dal 4 al 10 agosto.

## Partecipanti al singolare ATP
| Nazione   | Giocatore           | Ranking* | Testa di serie |
| --------- | ------------------- | -------- | -------------- |
| Germania  | Alexander Zverev    | 4        | 1              |
| Danimarca | Holger Rune         | 15       | 2              |
| Argentina | Sebastián Báez      | 18       | 3              |
| Argentina | Francisco Cerúndolo | 30       | 4              |
| Francia   | Arthur Fils         | 34       | 5              |
| Italia    | Matteo Arnaldi      | 35       | 6              |
| Italia    | Luciano Darderi     | 37       | 7              |
| Cina      | Zhang Zhizhen       | 38       | 8              |

* Ranking al 1 luglio 2024.

### Altri partecipanti
I seguenti giocatori hanno ottenuto una wildcard per il tabellone principale:
- Maximilian Marterer
- Rudolf Molleker
- Henri Squire

Il seguente giocatore è entrato nel tabellone principale con il ranking protetto:
- Kwon Soon-woo

I seguenti giocatori sono passati dalle qualificazioni:

- Jesper de Jong
- Ugo Blanchet
- Marco Trungelliti
- Felipe Meligeni Alves

I seguenti giocatori sono entrati in tabellone come lucky loser:
- Francisco Comesaña
- Nick Hardt

### Ritiri
- Alejandro Davidovich Fokina → sostituito da  Facundo Díaz Acosta
- Daniel Evans → sostituito da  Kwon Soon-woo
- Gaël Monfils → sostituito da  Zizou Bergs
- Corentin Moutet → sostituito da  Hugo Gaston
- Lorenzo Musetti → sostituito da  Dominik Koepfer
- Lorenzo Sonego → sostituito da  Nick Hardt
- Henri Squire → sostituito da  Francisco Comesaña

## Partecipanti al doppio ATP

### Teste di serie
| Nazione     | Giocatore       | Nazione     | Giocatore              | Ranking* | Testa di serie |
| ----------- | --------------- | ----------- | ---------------------- | -------- | -------------- |
| Stati Uniti | Austin Krajicek | Stati Uniti | Rajeev Ram             | 25       | 1              |
| Germania    | Kevin Krawietz  | Germania    | Tim Pütz               | 30       | 2              |
| Francia     | Fabien Reboul   | Francia     | Édouard Roger-Vasselin | 46       | 3              |
| Australia   | Matthew Ebden   | Australia   | John Peers             | 52       | 4              |
| Belgio      | Sander Gillé    | Belgio      | Joran Vliegen          | 58       | 5              |
| India       | Sriram Balaji   | India       | Rohan Bopanna          | 68       | 6              |
| Regno Unito | Lloyd Glasspool | Paesi Bassi | Jean-Julien Rojer      | 71       | 7              |
| Austria     | Alexander Erler | Austria     | Lucas Miedler          | 87       | 8              |

* Ranking al 1 luglio 2024.

### Altri partecipanti
Le seguenti coppie di giocatori hanno ottenuto una wildcard per il tabellone principale:
- Dustin Brown /  Daniel Masur
- Dominik Koepfer /  Andreas Mies

La seguente coppia di giocatori è entrata in tabellone passando dalle qualificazioni:
- Jeevan Nedunchezhiyan /  Vijay Sundar Prashanth

### Ritiri
- Simone Bolelli /  Andrea Vavassori → sostituiti da  Alexander Erler /  Lucas Miedler
- Máximo González /  Andrés Molteni → sostituiti da  Jakob Schnaitter /  Mark Wallner
- Wesley Koolhof /  Nikola Mektić → sostituiti da  Constantin Frantzen /  Hendrik Jebens
- Rafael Matos /  Marcelo Melo → sostituiti da  Thiago Seyboth Wild /  Aleksandr Ševčenko

## Partecipanti al singolare WTA

### Teste di serie
| Nazionalità | Giocatrice       | Ranking* | Testa di serie |
| ----------- | ---------------- | -------- | -------------- |
| Egitto      | Mayar Sherif     | 82       | 1              |
| Germania    | Tamara Korpatsch | 94       | 2              |
| Paesi Bassi | Arantxa Rus      | 103      | 3              |
| Ungheria    | Anna Bondár      | 106      | 4              |
| Brasile     | Laura Pigossi    | 110      | 5              |
| Slovacchia  | Rebecca Šramková | 111      | 6              |
| Germania    | Eva Lys          | 112      | 7              |
| Croazia     | Jana Fett        | 113      | 8              |

* Ranking al 29 luglio 2024.

### Altre partecipanti
Le seguenti giocatrici hanno ricevuto una wild card per il tabellone principale:
- Tessa Johanna Brockmann
- Carolina Kuhl
- Julia Middendorf
- Johanna Silva

La seguente giocatrice è entrata in tabellone con il ranking protetto:
- Nina Stojanović

Le seguenti giocatrici sono passate dalle qualificazioni:

- Marie Benoît
- Anna Petkovic
- Dejana Radanović
- Anastasija Soboljeva

### Ritiri
Prima del torneo
- Sára Bejlek → sostituita da  Kateryna Baindl
- Fiona Ferro → sostituita da  Lea Bošković
- Anna Karolína Schmiedlová → sostituita da  Mona Barthel
- Panna Udvardy → sostituita da  Despoina Papamichaīl

## Partecipanti al doppio WTA

### Teste di serie
| Nazione     | Giocatrice         | Nazione     | Giocatrice         | Rank* | Seed |
| ----------- | ------------------ | ----------- | ------------------ | ----- | ---- |
| Regno Unito | Maia Lumsden       | Rep. Ceca   | Anna Sisková       | 137   | 1    |
| Italia      | Angelica Moratelli | Stati Uniti | Sabrina Santamaria | 157   | 2    |

* Ranking al 29 luglio 2024.

### Altre partecipanti
La seguente coppia di giocatrici ha ricevuto una wild card per il tabellone principale:
- Noma Noha Akugue /  Ella Seidel

## Punti
| Evento              | V   | F   | SF  | QF  | 2T   | 1T   | Q    | Q2   | Q1   |
| Singolare maschile  | 500 | 330 | 200 | 100 | 50   | 0    | 25   | 13   | 0    |
| Doppio maschile     | 500 | 300 | 180 | 90  | N.D. | 0    | 45   | 25   | 0    |
| Singolare femminile | 125 | 81  | 49  | 27  | 15   | 1    | 6    | N.D. | 1    |
| Doppio femminile    | 125 | 81  | 49  | 1   | N.D. | N.D. | N.D. | N.D. | N.D. |

## Montepremi
| Evento              | V         | F         | SF        | QF       | 2T       | 1T       | Q2      | Q1      |
| Singolare maschile  | 353 750 € | 190 345 € | 101 460 € | 51 835 € | 27 670 € | 14 760 € | 7 565 € | 4 245 € |
| Doppio maschile*    | 116 220 € | 61 980 €  | 31 360 €  | 15 680 € | N.D.     | 8 120 €  | N.D.    | N.D.    |
| Singolare femminile | 13 040 €  | 7 390 €   | 5 222 €   | 3 478 €  | 1 740 €  | 1 086 €  | N.D.    | 870 €   |
| Doppio femminile*   | 5 220 €   | 3 740 €   | 2 260 €   | 1 740 €  | N.D.     | N.D.     | N.D.    | N.D.    |

*per team

## Campioni

### Singolare maschile
Arthur Fils ha sconfitto in finale  Alexander Zverev con il punteggio di 6-3, 3-6, 7-6(1).
- È il secondo titolo in carriera per Fils, il primo in stagione.

### Singolare femminile
Anna Bondár ha sconfitto in finale  Arantxa Rus con il punteggio di 6-4, 6-2.

### Doppio maschile
Kevin Krawietz /  Tim Pütz hanno sconfitto in finale  Fabien Reboul /  Édouard Roger-Vasselin con il punteggio di 7-6(8), 6-2.

### Doppio femminile
Anna Bondár /  Kimberley Zimmermann hanno sconfitto in finale  Arantxa Rus /  Nina Stojanović con il punteggio di 5-7, 6-3, [11-9].